# Shuaibu Ibrahim
Shuaibu Lalle Ibrahim (Jos, 19 dicembre 1996) è un calciatore nigeriano, attaccante dei Remo Stars.

## Carriera
Cresciuto nella GBS Academy, in data 30 gennaio 2016 è stato ingaggiato dai norvegesi dell'Haugesund, con cui ha firmato un contratto triennale dopo un periodo di prova. Il 13 marzo successivo ha esordito in Eliteserien, schierato titolare nella vittoria per 0-1 sul campo del Sarpsborg 08. Il 16 maggio 2016 ha siglato la prima rete nella massima divisione locale, sancendo la vittoria per 0-1 in casa del Vålerenga.
Il 29 giugno 2017 ha debuttato nelle competizioni europee per club: è stato infatti schierato titolare nella vittoria per 7-0 sul Coleraine, sfida valida per il primo turno di qualificazione all'Europa League 2017-2018, trovando anche la via del gol.
Il 4 aprile 2018 è passato al Kongsvinger con la formula del prestito. L'8 aprile ha giocato pertanto la prima partita in 1. divisjon, impiegato da titolare nella sconfitta per 1-0 in casa del Florø. Il 6 maggio ha trovato le prime reti, con una doppietta in occasione del pareggio per 3-3 sul campo del Tromsdalen.
Il 29 gennaio 2019, Ibrahim è passato agli israeliani del Bnei Sakhnin, in prestito fino al 31 luglio. Ha giocato la prima partita in Ligat ha'Al in data 11 febbraio, impiegato da titolare nel pareggio per 0-0 contro il Maccabi Tel Aviv. Al termine della stagione, la squadra è retrocessa.
Rientrato all'Haugesund ad agosto 2019, è stato momentaneamente aggregato alla prima squadra, per cui ha giocato due partite. Il 27 agosto è stato ceduto ancora in prestito, nuovamente al Kongsvinger.
Il 13 giugno 2020 è stato ingaggiato dal Mjøndalen, a titolo definitivo. Il 16 giugno ha debuttato con questa maglia, sostituendo Sondre Liseth nel pareggio per 0-0 arrivato in casa dello Stabæk.
Il 26 agosto 2021 è stato ufficializzato il suo approdo al Jerv, a cui si è legato con un accordo valido fino al termine della stagione in corso.
Il 14 febbraio 2022 è stato ufficializzato il suo approdo agli armeni del Noravank.
A marzo 2023 ha fatto ritorno in Nigeria, per giocare nei Niger Tornadoes.

## Statistiche

### Presenze e reti nei club
Statistiche aggiornate al 18 febbraio 2022.
| Stagione           | Club               | Campionato         | Campionato | Campionato | Coppe nazionali | Coppe nazionali | Coppe nazionali | Coppe continentali | Coppe continentali | Coppe continentali | Supercoppe | Supercoppe | Supercoppe | Totale | Totale |
| Stagione           | Club               | Comp               | Pres       | Reti       | Comp            | Pres            | Reti            | Comp               | Pres               | Reti               | Comp       | Pres       | Reti       | Pres   | Reti   |
| ------------------ | ------------------ | ------------------ | ---------- | ---------- | --------------- | --------------- | --------------- | ------------------ | ------------------ | ------------------ | ---------- | ---------- | ---------- | ------ | ------ |
| 2016               | Haugesund          | ES                 | 17         | 2          | CN              | 3               | 3               | -                  | -                  | -                  | -          | -          | -          | 20     | 5      |
| 2017               | Haugesund          | ES                 | 29         | 6          | CN              | 3               | 3               | UEL                | 4                  | 2                  | -          | -          | -          | 36     | 11     |
| gen.-apr. 2018     | Haugesund          | ES                 | 1          | 0          | CN              | -               | -               | -                  | -                  | -                  | -          | -          | -          | 1      | 0      |
| apr.-dic. 2018     | Kongsvinger        | 1D                 | 29         | 15         | CN              | 3               | 2               | -                  | -                  | -                  | -          | -          | -          | 32     | 17     |
| gen.-lug. 2019     | Bnei Sakhnin       | LhA                | 11         | 0          | CI+TC           | 1+0             | 1+0             | -                  | -                  | -                  | -          | -          | -          | 12     | 1      |
| ago. 2019          | Haugesund          | ES                 | 1          | 0          | CN              | 0               | 0               | UEL                | 1                  | 0                  | -          | -          | -          | 2      | 0      |
| Totale Haugesund   | Totale Haugesund   | Totale Haugesund   | 48         | 8          |                 | 6               | 6               |                    | 5                  | 2                  |            | -          | -          | 59     | 16     |
| ago.-dic. 2019     | Kongsvinger        | 1D                 | 10+2       | 6+0        | CN              | -               | -               | -                  | -                  | -                  | -          | -          | -          | 12     | 6      |
| Totale Kongsvinger | Totale Kongsvinger | Totale Kongsvinger | 39+2       | 21+0       |                 | 3               | 2               |                    | -                  | -                  |            | -          | -          | 44     | 23     |
| 2020               | Mjøndalen          | ES                 | 27+1       | 6+0        | -               | -               | -               | -                  | -                  | -                  | -          | -          | -          | 28     | 6      |
| gen.-ago. 2021     | Mjøndalen          | ES                 | 6          | 1          | CN              | 2               | 1               | -                  | -                  | -                  | -          | -          | -          | 8      | 2      |
| Totale Mjøndalen   | Totale Mjøndalen   | Totale Mjøndalen   | 33+1       | 7+0        |                 | 2               | 1               |                    | -                  | -                  |            | -          | -          | 36     | 8      |
| ago.-dic. 2021     | Jerv               | 1D                 | 14+2       | 5+1        | CN              | -               | -               | -                  | -                  | -                  | -          | -          | -          | 16     | 6      |
| feb.-giu. 2022     | Noravank           | BC                 | 0          | 5+1        | CA              | 0               | 0               | -                  | -                  | -                  | -          | -          | -          | 0      | 0      |
| Totale             | Totale             | Totale             | 145+5      | 41+1       |                 | 12              | 10              |                    | 5                  | 2                  |            | -          | -          | 167    | 54     |